# Camusnagaul
Camusnagaul (Schots-Gaelisch: Camas nan Gall) is een dorp in de Schotse lieutenancy Ross and Cromarty in het raadsgebied Highland op de zuidoostelijke oever van Little Loch Broom.